# Rodrigo Santoro
Rodrigo Junqueira dos Reis Santoro (Petrópolis, 22 de agosto de 1975) es un actor brasileño. Reconocido por sus papeles en Hilda Huracán, como Frei Malthus o en la película 300 como Xerxes.

## Biografía
Estudiante de periodismo de la Pontifícia Universidade Católica do Rio de Janeiro, Santoro se apuntó en la Oficina de Actores (‘taller de actores’) del canal Rede Globo, pero no llegó a superar las pruebas para una miniserie llamada Sex appeal. Pero no se desanimó y consiguió ser parte del elenco de Olho no Olho (de 1993) y Pátria minha (de 1994).
Su primer papel importante en la televisión llegaría al año siguiente como Serginho, en la telenovela Explode coração, que trataba el romance de un joven de 19 años con una mujer madura, interpretada por Renée de Vielmond, que disparó los índices de audiencia de esta telenovela. Entre las miniseries, destacan Hilda Furacão (de 1998), Suave Veneno (de 1999) y Hoje é dia de Maria (de 2005).
En 2004 protagonizó junto a Débora Falabella la comedia romántica A dona da história del director Daniel Filho.
En 1999 puso la voz al ratoncito protagonista de Stuart Little, en la versión brasileña de esta producción.
En 2002 volvió a hacerlo, en la secuela de la película.
En 2001, con el papel de un joven internado a la fuerza en un manicomio por su propia familia, en el filme Bicho de Sete Cabeças, de Laís Bodanzky, consiguió los premios de mejor actor en los festivales de Festival de Brasília, Recife, Río de Janeiro y de varios países sudamericanos. En Abril despedaçado, de Walter Salles (nominada para el Globo de Oro en 2002 como mejor filme extranjero), Santoro brilla como el sensible Tonho.
Valiente en la elección de los personajes que interpreta, en 2003 sorprendió en el papel de travesti encarcelado Lady Di, en Carandiru, un filme de Héctor Babenco, sobre la mayor prisión de América Latina, la Casa de Detenção de São Paulo, conocida popularmente como Carandirú. Ese mismo año tuvo un pequeño papel en la película Love Actually.
Acompañó a Nicole Kidman en el millonario cortometraje publicitario de Chanel number five (de 2005), dirigido por Baz Luhrmann.
En 2006, Santoro se unió al reparto de la exitosa serie de televisión estadounidense Lost en su tercera temporada. Interpretaba a Paulo, uno de los supervivientes del vuelo 815 de Oceanic. El personaje aparece por primera vez en el episodio titulado «Further instructions».
En 2007 interpretó a Jerjes I en la película 300 dirigida por Zack Snyder. Por este personaje fue nominado a los MTV Movie Awards, en la categoría de mejor villano, compitiendo contra Jack Nicholson (quien resultó finalmente ganador) y Meryl Streep.
En 2011 protagonizó de nuevo junto a Débora Falabella las películas Meu país y Homens de bem.
En agosto de 2012, su interpretación de Heleno das Freitas en la película Heleno (de 2011), le valió el premio al mejor actor en el Festival de Cine de Lima.

## Filmografía

### Cine
- 1996: Depois do Oscuro.
- 1998: Como Ser Solteiro.
- 1998: A Ostra e o Vento.
- 1999: O Trapalhāo e a Luz Azul.
- 1999: Stuart Little - Doblaje versión brasileña.
- 2001: Bicho de Sete Cabeças.
- 2001: Abril Despedaçado.
- 2002: Stuart Little 2  - Doblaje versión brasileña.
- 2002: Carandiru.
- 2003: The roman spring of Mrs. Stone.
- 2003: Los ángeles de Charlie: Al límite.
- 2003: Love Actually.
- 2004: A Dona da História.
- 2007: 300.
- 2007: Não Por Acaso.
- 2008: Live, love, laught, but....
- 2008: Os desafinados.
- 2008: Redbelt.
- 2008: Leonera.
- 2008: Che, guerrilla.
- 2008: Che, el argentino.
- 2009: I Love You Phillip Morris.
- 2009: Post Grad.
- 2010: Manual para se defender de alienígenas, zumbis e ninjas.
- 2010: Papai noel existe.
- 2011: Rio.
- 2011: Encontrarás Dragones (There be Dragons).
- 2011: Heleno.
- 2011: Meu país.
- 2011: Homens de bem.
- 2012: Reis e ratos.
- 2012: What to expect when you´re expecting (Qué esperar cuando estás esperando).
- 2012: Hemingway & Gellhorn.
- 2013: The last stand.
- 2013: Uma historia de amor e fúria.
- 2014: 300: Rise of an Empire.
- 2014: Río 2.
- 2014: Rio, i love you
- 2015: Los 33.
- 2015: Focus.
- 2016: Jane got a gun
- 2016: Ben hur.
- 2016: Pelé: Birth of a Legend
- 2016: Dominion
- 2018: Un traductor
- 2020: Project Power
- 2021: 7 Prisioneros

### Telenovelas
- 1993: Olho no olho.
- 1994: Pátria Minha.
- 1995: Explode Coração.
- 1997: O amor está no ar.
- 1998: Hilda Furacão.
- 1999: Suave veneno.
- 2001: Estrela-guia.
- 2003: Mujeres apasionadas.
- 2016: Velho Chico.

### Series
- 1996: Sai de baixo (episodio: "o sexonosso de cada dia").
- 1996: A comédia da vida privada (episodio: "Mulheres").
- 1999: O belo e as feras (episodio "Só o amor destrói").
- 2001: Os normais (episodio: "Grilar é normal").
- 2002: Pastores da noite.
- 2005: Hoje é dia de Maria.
- 2005: Hoje é dia de Maria 2.
- 2006: Sitcom.br
- 2006: Lost.
- 2009: Som & Fúria.
- 2010: Afinal, o que querem as mulheres?.
- 2012: As brasileiras (episodio "A indomável do Ceará").
- 2016: Westworld.
- 2022: Sin límites.
- 2023. Wolf Pack.